# ألكساندر نيكولوف
ألكساندر نيكولوف (مواليد 18 يونيو 1992) هو سبّاح بلغاري، مثّل بلاده في الألعاب الأولمبية الصيفية 2016.

## روابط خارجية
ألكساندر نيكولوف على موقع الاتحاد الدولي للسباحة (الإنجليزية)
- ألكساندر نيكولوف على موقع أوليمبيديا (الإنجليزية)